# Zigurat
Zigurat je tip drevnih hramova koje je moguće naći u Mezopotamiji i Iranu.
Zigurat (hram posvećen božanstvima) je u prvotnom obliku nadvisivao cijelu okolicu. Na vrhu stupnjevite piramide je bila zvjezdarnica, s kipom i hramom mjesnog božanstva. 
Do vrha zigurata su vodile stube. Ispred njega je bilo veliko dvorište, okruženo uredima i skladištima, kamo su se donosili žrtveni darovi i zemljarina, koju su plaćali seljaci zakupci. Kraljevske palače su se  nalazile na nešto nižem zaravanku. S jedne strane se zid palače oslanjao na zigurat. Budući da je Sumer oskudjevao u prirodnim bogatstvima, većina građevina je bila pod ostacima zemljanih opeka, osušenih na suncu ili ispečenih u pećinama.